# Shauna Macdonald
Pour les articles homonymes, voir Macdonald.
Ne pas confondre avec Shauna MacDonald, actrice canadienne.
Shauna Macdonald, née le 21 février 1981, est une actrice écossaise.

## Biographie
Elle nait en Malaisie, où son père enseignait l'anglais. Sa famille s'installe ensuite à Édimbourg alors qu'elle est encore très jeune. Elle étudie à la Royal Scottish Academy of Music and Drama de Glasgow et commence sa carrière d'actrice en 1999.

### Vie privée
Elle est mariée avec l'acteur Cal MacAninch et a trois filles, Jesi-Lilas Macaninch, Ava-Red Amahle Macaninch et Ever Eden-Rose Macaninch.

## Carrière
Elle est essentiellement connue pour son rôle récurrent dans la série télévisée MI-5 de 2003 à 2004 et pour avoir tenu le rôle principal dans le film d'horreur The Descent (2005), pour lequel elle a été nommée au Saturn Award de la meilleure actrice et sa suite The Descent 2 (2009).

## Filmographie

### Cinéma

#### Longs métrages
- 1999 : The Debt Collector d'Anthony Neilson : Catriona
- 2000 : Daybreak de Bernard Rudden : Emily
- 2001 : Shopping de nuit (Late Night Shopping) de Saul Metzstein : Gail
- 2004 : Niceland (Population. 1.000.002) de Friðrik Þór Friðriksson : Sandra
- 2004 : Ralph (Saint Ralph) de Michael McGowan : Emma Walker
- 2004 : The Rocket Post de Stephen Whittaker : Catriona Mackay
- 2005 : The Descent de Neil Marshall : Sarah Carter
- 2007 : Jetsam de Simon Welsford : Rachel
- 2008 : The Mutant Chronicles (Mutant Chronicles) de Simon Hunter : Adelaide
- 2009 : The Descent 2 (The Descent : Part 2) de Jon Harris : Sarah Carter
- 2011 : The Hike de Rupert Bryan : Helen
- 2013 : Ordure ! (Filth) de Jon S. Baird : Carole Robertson
- 2013 : Made in Belfast de Paul Kennedy : Alice
- 2015 : Howl de Paul Hyett : Kate
- 2015 : Swung de Colin Kennedy : Hannah
- 2016 : La corrispondenza de Giuseppe Tornatore : Victoria
- 2016 : Moon Dogs de Philip John : Ruby
- 2017 : Star Wars, épisode VIII : Les Derniers Jedi (Star Wars : Episode VIII – The Last Jedi) de Rian Johnson : Une pilote rebelle
- 2017 : Nails de Dennis Bartok : Dana Milgrom
- 2018 : White Chamber de Paul Raschid : Dr Elle Chrystler
- 2019 : Balance, Not Symmetry de Jamie Adams : Catherine
- 2019 : Anam de Gordon Napier : Breagha

#### Courts métrages
- 2006 : Chicken Soup de Farah Abushwesha : Jess
- 2007 : If I'm Spared d'Alex Norris : Fiona
- 2012 : Separate We Come, Separate We Go de Bonnie Wright : La mère de Thea
- 2016 : Soldier Bee d'Alex Hardy : Jodie
- 2017 : Spitball de Greer Ellison et Merlin Merton : Lilly
- 2018 : 12 Point Kill d'Iain Mitchell : Sara
- 2019 : Spare Parts de Paul Barrie : Joanna
- 2020 : Consumed de Karen Lamond : Faye

### Télévision

#### Séries télévisées
- 2000 : Les Mystères de Sherlock Holmes (Murder Rooms : Mysteries of the Real Sherlock Holmes) : Heather
- 2002 : Taggart : Helen McCabe
- 2003 : Jeux de pouvoir (State of Play) : Sonia Baker
- 2003 - 2004 : MI-5 (Spooks) : Sam Buxton
- 2006 : Classé Surnaturel (Sea of Souls) : Rosie Galt
- 2008 : Bonekickers : Boudica
- 2011 : Jackson Brodie, détective privé (Case Histories) : Shirley Manning
- 2013 : Ripper Street : Martha Fanthorpe
- 2013 : Waterloo Road : Yvonne Hegarty
- 2015 : Katie Morag : Mlle Cavendish
- 2015 - 2019 : Danger Mouse, agent très spécial (Danger Mouse) : Professeur Squawkencluck (voix)
- 2016 : The Five : Julie Wells jeune
- 2016 : Murder : Katrina Durridge
- 2016 : In Plain Sight : Agnes Muncie
- 2018 : The Cry : Dr Wallace
- 2019 : Hold the Sunset : Susie
- 2020 : Liar : la nuit du mensonge (Liar) : Mary Earlham
- 2020 : The Nest : Sheena Galvin
- 2021 : Annika : Liz Dunbar
- 2021 - 2022 : The Scotts : Vonny Scotts
- 2022 : Outlander : Flora MacDonald
- 2022 : Shetland : Rachel Cairnes
- 2022 : Mayflies : Fiona

#### Téléfilm
- 2007 : Wedding Belles de Philip John : Rhona

## Distinctions

### Récompenses
- 2016 : Mumbai Shorts International Film Festival de la meilleure actrice dans un court-métrage pour Soldier Bee (2017).

### Nominations
- 2006 : Fangoria Chainsaw Awards de la meilleure héroïne dans un thriller horrifique pour The Descent (2005).
- 2006 : Fangoria Chainsaw Awards de la bagarre la plus sanglante partagée avec Natalie Mendoza dans un thriller horrifique pour The Descent (2005).
- 33e cérémonie des Saturn Awards 2007 : Meilleure actrice dans un thriller horrifique pour The Descent (2005).
- 2007 : Scream Awards de la meilleure révélation féminine dans un thriller horrifique pour The Descent (2005).
- 2017 : Winter Film Awards de la meilleure actrice dans un court-métrage pour Soldier Bee (2017).